# 하이텍팜
하이텍팜(High Tech Pharm Co. Ltd.)는 대한민국의 주사제용 항생제 원료의약품 기업이다. 본사는 충청북도 충주시 대소원면 첨단산업6로 12에 위치해 있으며 대표이사 김정수이다. 대주주인 ACS도파는 이탈리아의 회사이다. 

## 제품
카바페넴(carbapenem)과 세팔로스포린계(cephalosporin) 항생제를 생산하며 이미페넴은 1989년에 MSD에 의해서 처음 개발된 항생제로 2000년대 특허가 만료되면서 회사, 중외제약, 대만의 Savior 등과 경쟁하고 있다. 원료의약품을 생산하여 대부분을 해외로 수출하고 있다

## 무상증자
2023년 보통주식 1주당 0.5주를 배정하는 무상증자를 결정하였다

## 역사
1998년 주사용과 경구용 항생제 원료관련 이탈리아 ACS 도파(Dobfar)와 합작으로 설립되었다. 2016년 11월 충주사업장을 준공하였다

## 상장
2010년 7월 28일에 주관사를 HMC투자증권으로 공모가 11,500원에 코스닥 시장에 상장하였다.

## 같이 보기
- JW중외제약

## 참고문헌
1. ↑  하이텍팜, 차세대 주력제품 에르타페넴…미국 시장 본격 진출, 서울경제, 2021년 7월 7일
2. ↑  정영훈, 서울대 투자연구회 SMIC-하이텍팜, 2011년 11월 18일
3. ↑  천석원, 한국기업데이터 기술분석보고서-하이텍팜, 2019년 10월 31일
4. ↑  하이텍팜, 주당 0.5주 무상증자 결정, 연합뉴스, 2023년 12월 11일
5. ↑  하이텍팜, 충주사업장 미국FDA 실사 완료, 센TV, 2020년 12월 22일